# Rob Hayles

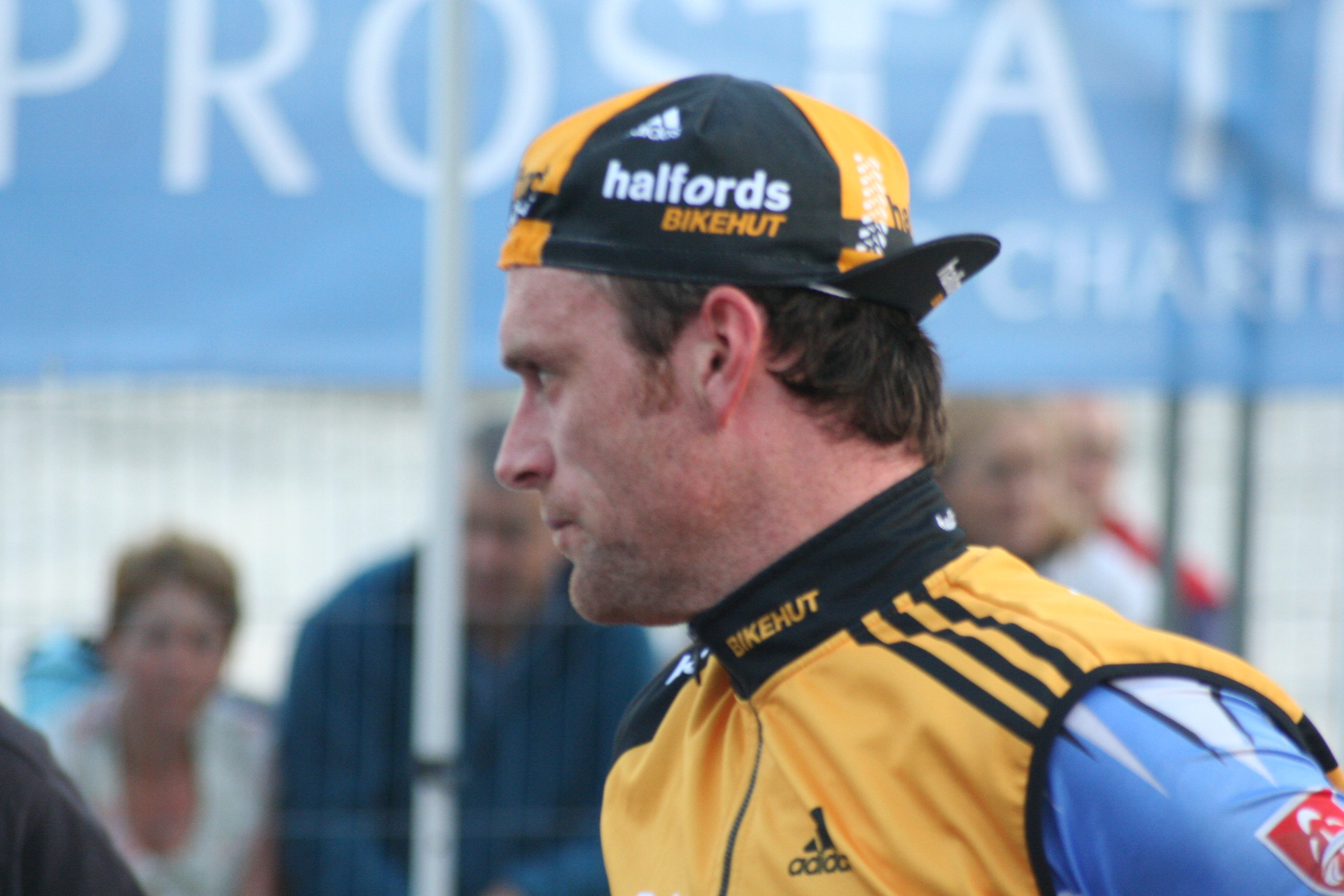
Rob Hayles

Rob Hayles, född den 21 januari 1973 i Portsmouth, Storbritannien, är en brittisk tävlingscyklist som tog OS-silver i lagförföljelsen och brons i Madison-cyklingen vid olympiska sommarspelen 2004 i Aten.